# Шанини (Месина)
Шанини је насеље у Италији у округу Месина, региону Сицилија.
Према процени из 2011. у насељу је живело 24 становника. Насеље се налази на надморској висини од 109 м.